# James Churchward
James Churchward (colonel), né le 27 février 1851 à Okehampton et mort le 4 janvier 1936, est un écrivain et militaire britannique spécialisé dans les livres occultistes.
En 1926, il publie Mu, le continent perdu, dans lequel il affirme qu'un continent, Mu, est englouti dans l'océan Pacifique. L'ouvrage sera suivi de plusieurs autres sur le même thème.

## Les Naacals
Churchward affirmait qu'un prêtre indien l'avait instruit dans l'art de lire les textes de cette civilisation disparue (Les Naacals). Parlée et comprise par seulement trois Indiens en tout à l'époque, elle est une langue morte aujourd'hui. Au départ, le prêtre lui aurait parlé de tablettes, mais sans lui en montrer une. Churchward serait parvenu à l'amadouer et le prêtre lui aurait montré ces tablettes, écrites par les Naacals eux-mêmes. Toujours selon Churchward, les tablettes, incomplètes, faisaient partie d'un texte plus grand. Cependant, il affirmait qu'il avait des preuves de ce qu'il avançait et que d'autres informations étaient enfouies dans les archives des autres peuples anciens.
Selon Churchward, Mu s'étendait du nord des îles d'Hawaii jusqu'aux îles Fidji et de Pâques. Il affirmait que Mu était le Jardin d'Éden, habité par 64 000 000 de Naacals. Cette civilisation aurait atteint son apogée 50 000 ans avant notre ère. Il affirmait également que leur technologie était plus sophistiquée que la nôtre au début du XXe siècle, et que les anciennes civilisations indienne, babylonnienne, perse, égyptienne et maya seraient bâties sur les restes de ces colonies d'alors.
Churchward a été inspiré à rechercher Mu par le mayaniste quelque peu fantaisiste Auguste LePlongeon, qui avait proposé l'existence dans l'Atlantique d'un continent englouti ainsi nommé qu'il identifiait à l'Atlantide. Il se basait sur une traduction erronée qu'il avait faite du Codex Troano.
Les écrits de Churchward tentent de dépeindre la civilisation de Mu, son histoire, ses habitants et son influence sur les civilisations à venir.

## Les continents disparus
L'idée de continent originaire, berceau de toutes les grandes civilisations, spécialement celles qui ont bâti des pyramides (Égyptiens, Mayas, Mésopotamiens), a notamment été exprimée pour la première fois par l'archéologue et photographe Auguste Le Plongeon (1826-1908), américain d'origine française.
Charles Étienne Brasseur de Bourbourg (1814-1874), un ecclésiastique et historien français, a vers la même époque prétendu avoir découvert le nom de Mu dans les anciens codex maya, dont l'écriture était encore demeurée indéchiffrée. Ses travaux d'historien sont maintenant jugés plutôt fantaisistes.
Si on a donné le nom de Mu à ce continent mythique, supposé se trouver quelque part au milieu du Pacifique, c'est qu'il s'agissait de trouver une alternative au nom de l'Atlantide, un autre continent supposément perdu, mais dans l'océan Atlantique cette fois.